# Шаже
Шаже́ (фр. Chagey) — коммуна во Франции, находится в регионе Франш-Конте. Департамент — Верхняя Сона. Входит в состав кантона Эрикур-Эст. Округ коммуны — Люр.
Код INSEE коммуны — 70116.

## География
Коммуна расположена приблизительно в 360 км к юго-востоку от Парижа, в 70 км северо-восточнее Безансона, в 45 км к востоку от Везуля.
По территории коммуны протекает река Лизен. Северная часть коммуны покрыта лесами.

## Население
Население коммуны на 2010 год составляло 675 человек.
| 1962 | 1968 | 1975 | 1982 | 1990 | 1999 | 2010 |
| ---- | ---- | ---- | ---- | ---- | ---- | ---- |
| 470  | 472  | 545  | 567  | 621  | 659  | 675  |

## Администрация
| Период | Период | Фамилия     | Партия | Примечания |
| ------ | ------ | ----------- | ------ | ---------- |
| 2001   | 2004   | Жан Аннекен |        |            |
| 2004   | 2014   | Жозет Лош   |        |            |

## Экономика
В 2010 году среди 444 человек трудоспособного возраста (15—64 лет) 320 были экономически активными, 124 — неактивными (показатель активности — 72,1 %, в 1999 году было 68,6 %). Из 320 активных жителей работали 294 человек (163 мужчины и 131 женщина), безработных было 26 (10 мужчин и 16 женщин). Среди 124 неактивных 37 человек были учениками или студентами, 54 — пенсионерами, 33 были неактивными по другим причинам.

## Фотогалерея

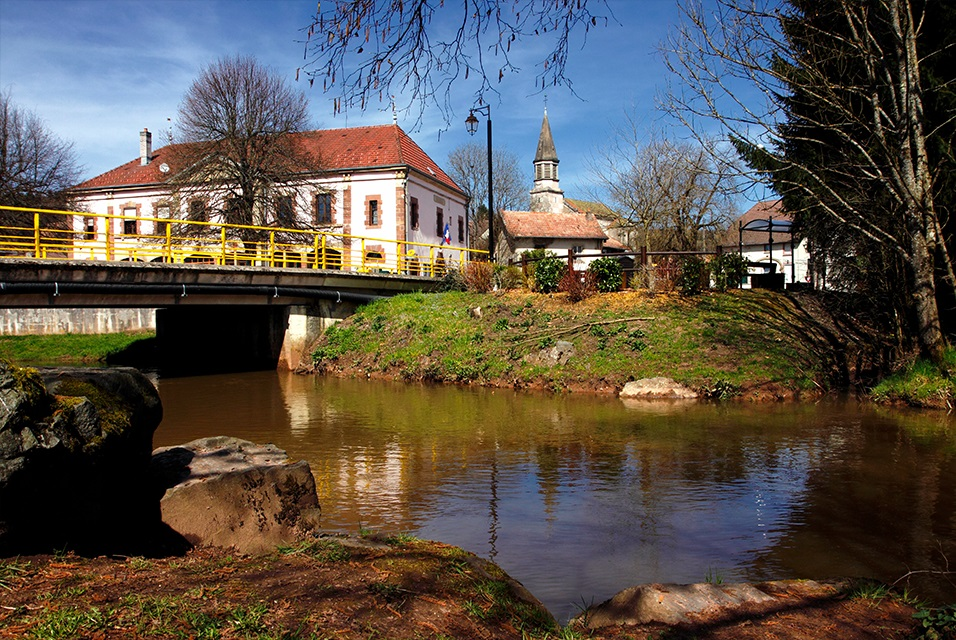
Река Лизен
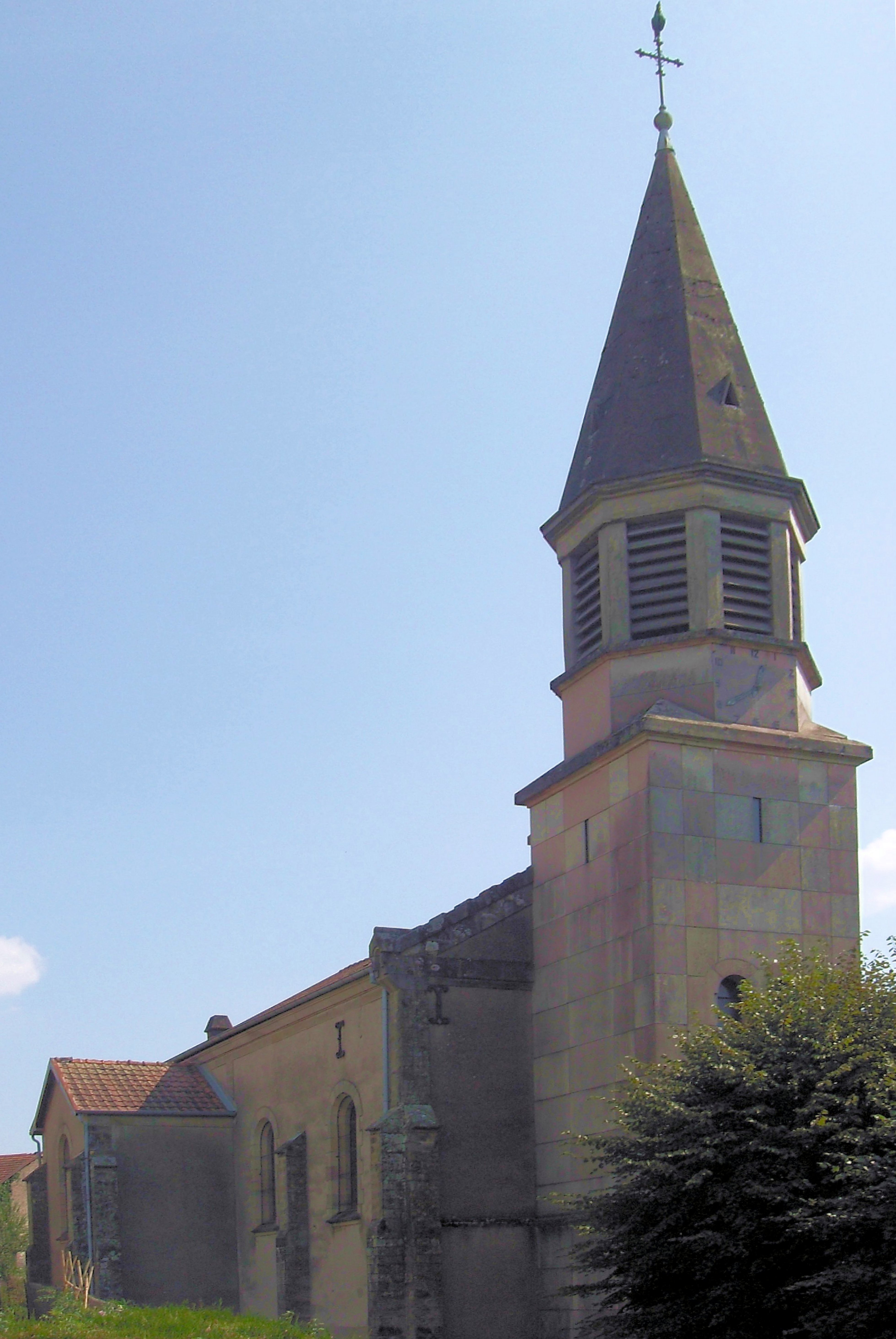
Церковь Св. Мартина
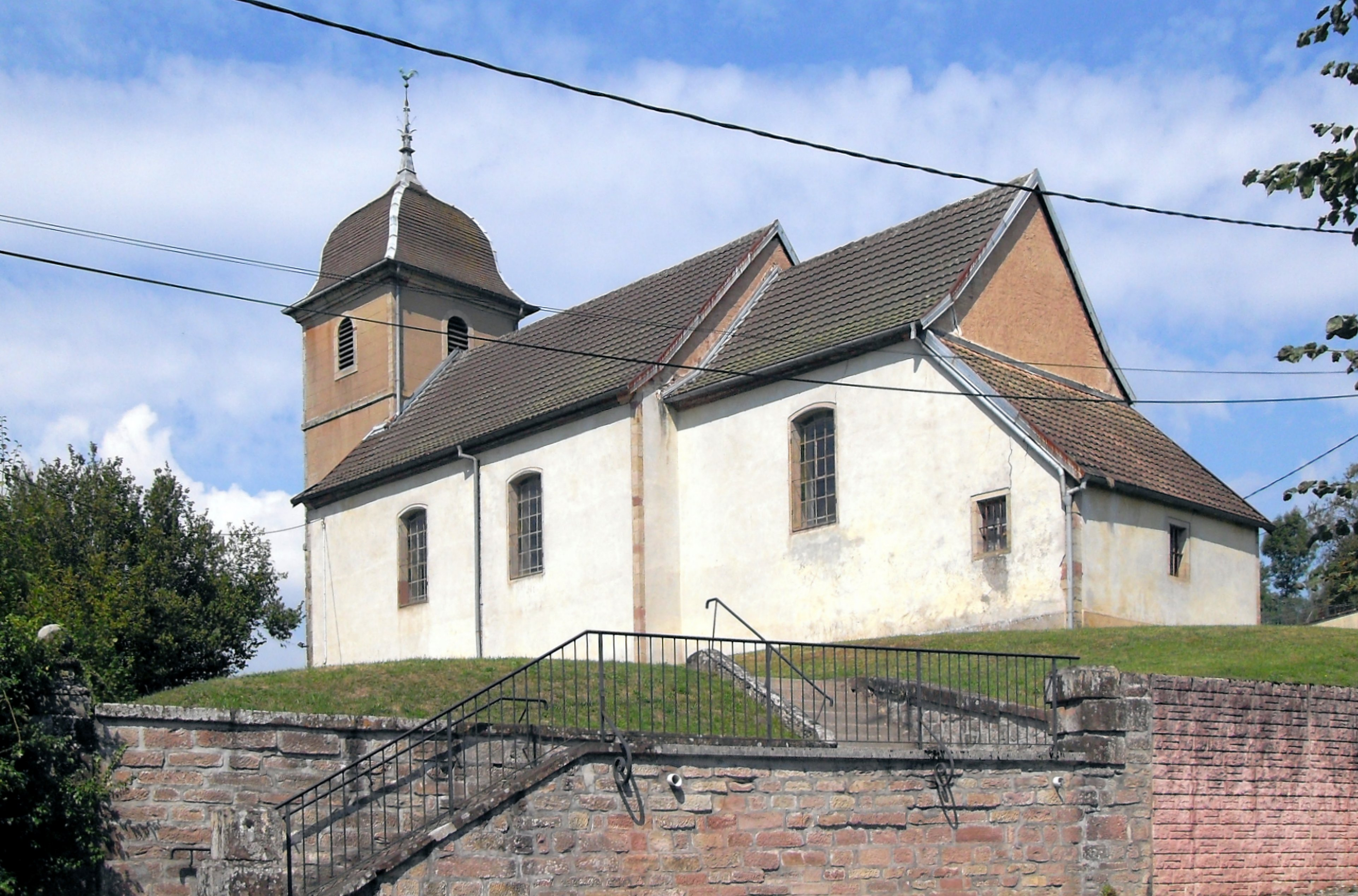
Протестантская церковь
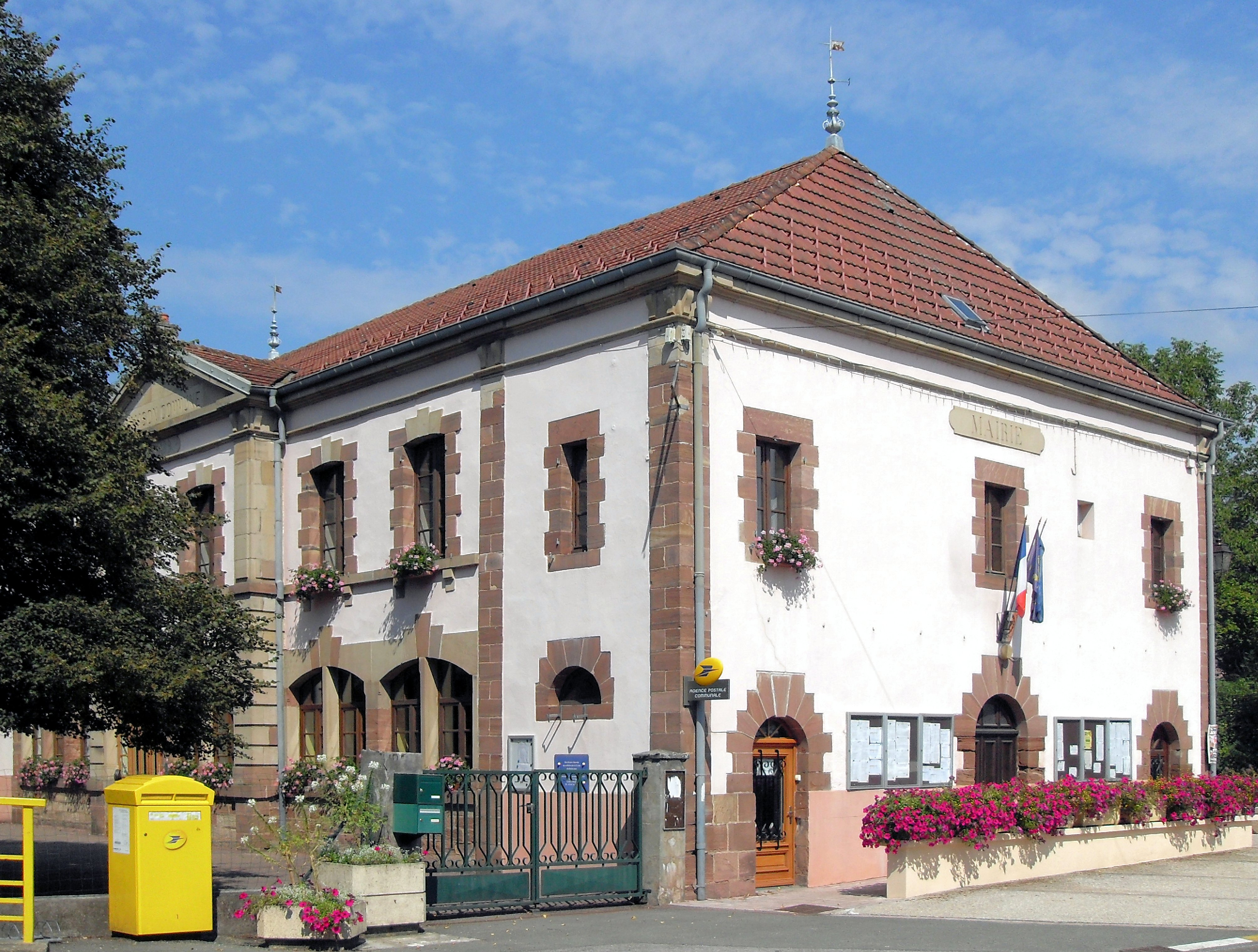
Мэрия